# Кобден-Сандерсон, Томас Джеймс
Томас Джеймс Кобден-Сандерсон (англ. Thomas James Cobden-Sanderson; 2 декабря 1840[…], Алник — 7 сентября 1922[…]) — английский художник, типограф и переплетчик, деятельность которого была связана с Движением искусств и ремёсел.

## Биография
Томас Джеймс Сандерсон родился в Элнвике, Нортумберленд. Посещал многочисленные учебные заведения, в том числе Королевскую школу Вустер, затем Оуэнский колледж Манчестерского университета, а затем Тринити-колледж в Кембридже, где изучал право. Он покинул колледж, так и не получив степень, и стал барристером в Линкольнс-Инне.
Будучи другом Уильяма Морриса, Сандерсон увлекся идеологией Искусств и ремесел. На одном из обедов жена Морриса, Джейн Берден, убедила его заняться переплетом книг. В 1884 году он открыл мастерскую, которая, в частности, изготавливала специальные переплеты для моррисовского издательства Келмскотт-пресс. Уже после смерти Морриса, в 1900 году, Сандерсон вместе с печатником Эмери Уокером открыл собственную книгопечатню. Издательство Давс-пресс разместилось в лондонском пригороде Хаммерсмит. Там же когда-то находилось издательство Морриса.
Самой известной книгой Сандерсона стала так называемая «Библия Давс-пресс» (Doves Bible). Она вышла в 1903 году. Как и другие книги Давс-пресс, Библия была набрана шрифтом, который специально для издательства нарисовал Уокер. Этот шрифт, как и «Золотой шрифт» Морриса, основывался на антикве Николя Жансона. Историк и типограф Роберт Брингхерст считает, что эта вторая попытка воссоздать знаменитый шрифт была более удачна. Однако в 1916 году Сандерсон закрыл издательство, а всё типографское оборудование, включая литеры шрифта, сбросил в Темзу.
Женившись на Анне Кобден (1853—1926), дочери Ричарда Кобдена, Томас изменил фамилию на Кобден-Сандерсон.